# Franciaországban történt légi közlekedési balesetek listája
A Franciaországban történt légi közlekedési balesetek listája mind a halálos áldozattal járó, mind pedig a kisebb balesetek, meghibásodások miatt történt, gyakran csak az adott légiforgalmi járművet érintő baleseteket is tartalmazza évenkénti bontásban.

## Franciaországban történt légi közlekedési balesetek

### 2015
- 2015. március 24., Prads-Haute-Bléone közelében. A Germanwings 9525-ös járatát, amely a D-AIPX lajstromjelű, Airbus A320-as típusú utasszállító repülőgép volt, szándékosan nekivezette az Alpoknak a Barcelonából Düsseldorfba tartó gép másodpilótája. A gépen utazó 144 fő és 6 személyzete a balesetben életét vesztette.[1]

### 2019
- 2019. január 9. Jura-hegység. Gyakorlórepülés közben lezuhant a Francia Légierő Mirage 2000 D típusú vadászrepülőgépe. A gépen tartózkodó Baptiste Chirié százados és Audrey Michelon hadnagy életüket vesztették a balesetben.[2]
- 2019. szeptember 19., Pluvigner. Lezuhant a Belga Légierő F-16 vadászgépe. A pilóták katapultáltak, ám egyikük egy magasfeszültségű távvezetéken fennakadt. Mindketten túlélték a balesetet.[3]